# Caçapo
Caçapo ou Cassapo (em árabe: خصب; romaniz.: Ḫaṣab) é uma cidade da província de Moçandão e capital do vilaiete de Caçapo, no Omã. Segundo censo de 2010, tinha 12 069 habitantes. Compreende uma área de 13 quilômetros quadrados.